# بوسيدا شبه أعزل
بوسيدا شبه أعزل (الاسم العلمي:Bucida subinermis) هو نوع من النباتات يتبع جنس البوسيدا من الفصيلة القمبريطية.